# Dragon Age
Dragon Age — это серия компьютерных ролевых игр жанра фэнтези, разработанная канадской студией BioWare и изданная американской компанией Electronic Arts. Первая игра серии Dragon Age: Origins была выпущена в ноябре 2009 года. В 2010 году было выпущено глобальное дополнение Dragon Age: Origins – Awakening. Сиквел под названием Dragon Age II был выпущен в марте 2011 года. Триквел Dragon Age: Inquisition вышел в ноябре 2014 года. Последняя на данный момент часть серии Dragon Age: The Veilguard была выпущена в октябре 2024 года. Помимо игр, серия включает в себя несколько книг, комиксов, полнометражный мультфильм, сериал и многое другое.

## Игровой мир
Действие всех игр серии происходит в эпоху условного позднего Средневековья, на материке Тедас, лежащем в Южном полушарии неназванной планеты. Тедас населяют множество рас, основными из которых являются люди, эльфы, гномы и кунари. Вся территория материка поделена на несколько независимых государств, управляемых людьми, основными из которых являются Орлей и Ферелден на юге, а также Тевинтерская империя, Андерфелс и Неварра на севере. На юго-востоке располагается множество независимых городов-государств, получивших общее название Вольная Марка. Во всех государствах людей признана единая Андрастианская Церковь, почитающая невесту бога, именуемого Создателем. Практически во всех государствах преобладает монархическая форма правления. Королевства гномов располагаются под поверхностью земли и охватывают практически всю территорию материка. Все города гномов связаны так называемыми Глубинными Тропами. У каждого города есть собственный монарх и подчинённый ему сенат. Гномы не исповедуют религии, а почитают Совершенных, предков, которые оказали огромное влияние на развитие и процветание определённого города. Эльфийские королевства были давно уничтожены Империей Тевинтер, и ныне небольшая часть эльфов представляет собой кочевые племена долийцев. Остальные либо обращены в рабство, либо живут в специальных городских кварталах. Долийцы верят в своих собственных эльфийских богов. Из-за этого большинство людей относятся к ним с презрением. На севере материка из неизвестных краёв начала экспансию раса рогатых великанов, именуемых кунари. Они исповедуют агрессивную религию Кун и в перспективе намерены обратить в неё всё население материка.
Помимо реального мира, также существует мир духов и демонов, именуемый Тенью. Представители всех рас, кроме гномов, во время сна попадают в Тень и видят искажённое отражение реального мира. В тени существует Чёрный город, в котором, по поверьям, некогда жил сам Создатель, а город был золотым.
Некоторые представители всех разумных рас, кроме гномов, обладают врождённой способностью к магии. Маги могут входить в тень в сознательном состоянии, из-за чего существует большая вероятность стать одержимыми демонами. В государствах людей все маги живут в Круге магов под пристальным надзором церкви в лице храмовников. Исключением является только империя Тевинтер, в которой маги фактически осуществляют правление государством. В кочевых племенах эльфов-долийцев маги становятся Хранителями клана и в дальнейшем обучают себе преемника. В целях безопасности в клане содержатся в основном не больше трёх магов. Кунари относятся к магии с большей осторожностью и заковывают магов в кандалы, отрубают рога и держат под постоянным надзором.
Раз в несколько сотен лет на поверхности материка начинается так называемый Мор, во время которого на поверхность выбирается огромная орда порождений тьмы под предводительством Архидемона. Только орден Серых Стражей, включающий в себя представителей всех рас, способен бороться с этой угрозой.
События игр происходят во времена Века Дракона и вращаются вокруг разных персонажей, которые были втянуты в определённые конфликты, происходящие в разных частях материка.

## Игры

### Основная серия

#### Dragon Age: Origins
Первая игра серии. Действие происходит в государстве Ферелден, которому угрожает вторжение недавно пробудившихся Порождений тьмы. Чтобы спасти страну от гибели, главный герой выбранной игроком расы (эльф, человек, гном) и пола, вступивший в орден Серых Стражей, должен собрать группу соратников, примирить враждующие группировки и остановить гражданскую войну.
Игра была выпущена в ноябре 2009 года на Xbox 360, PlayStation 3, и PC.
Глобальное дополнение:
- Dragon Age: Origins – Awakening

Загружаемые дополнения:
- Dragon Age: Origins — The Stone Prisoner
- Dragon Age: Origins — Warden’s Keep
- Dragon Age: Origins — Return to Ostagar
- Dragon Age: Origins — Feastday gifts and pranks
- Dragon Age: Origins — The Darkspawn Chronicles
- Dragon Age: Origins — Leliana’s Song
- Dragon Age: Origins — The Golems of Amgarrak
- Dragon Age: Origins — Witch Hunt

#### Dragon Age II
Вторая часть серии. Главным героем является человек (выбранного игроком пола) с фамилией Хоук. Во время буйствующего Мора в государстве Ферелден он бежит за море вместе с семьёй в город-государство Киркволл, где за 7 лет поднимается из обычного беженца до уровня знати, участвует в различных конфликтах, происходящих в городе, и в конечном итоге получает титул Защитника Киркволла.
Игра была выпущена в марте 2011 года на Xbox 360, PlayStation 3, и PC.
Загружаемые дополнения:
- Dragon Age II: The Exiled Prince
- Dragon Age II: The Black Emporium
- Dragon Age II: Legacy
- Dragon Age II: Mark of the Assassin

#### Dragon Age: Inquisition
Третья часть серии. Главный герой выбранной игроком расы (человек, эльф, гном, кунари) и пола по определённым причинам отправляется на конклав церкви в Морозных горах, где должны произойти события, которые окажут большое влияние на весь мир. В дальнейшем он должен возродить древнюю организацию под названием Инквизиция и привнести порядок в сошедший с ума мир.
Игра была выпущена в ноябре 2014 года на Xbox 360, Xbox One, PlayStation 3, PlayStation 4 и PC.
Загружаемые дополнения:
- Dragon Age: Inquisition — Jaws of Hakkon
- Dragon Age: Inquisition — The Black Emporium
- Dragon Age: Inquisition — The Descent
- Dragon Age: Inquisition — Trespasser

#### Dragon Age: The Veilguard
Четвёртая часть серии.

### Побочные игры

#### Dragon Age Legends
Dragon Age Legends — это браузерная игра, разработанная специально для Facebook. При прохождении Dragon Age Legends игроки могут открывать эксклюзивные предметы для Dragon Age II.

#### Dragon Age Journeys
Dragon Age Journeys — это Flash-игра, разработанная EA 2D. Изначально планировались три эпизода, но выпущен был только первый. Проходя игру, игроки могут открывать эксклюзивные предметы для Dragon Age: Origins.

#### Heroes of Dragon Age
Heroes of Dragon Age — бесплатная игра, выпущенная специально для iOS и Android.

## Расширенная вселенная

### Книги
- Dragon Age: The Stolen Throne

Dragon Age: The Stolen Throne — первая книга по вселенной Dragon Age, написанная ведущим сценаристом серии Дэвидом Гейдером. Выпущена 3 марта 2009 года и является предысторией к Dragon Age: Origins. Книга рассказывает о будущем короле Ферелдена по имени Мэрик Тейрин и о его пути к освобождению родины от оккупации.
- Dragon Age: The Calling

Dragon Age: The Calling — вторая книга по вселенной Dragon Age. Выпущена 13 октября 2009 года и является продолжением истории Мерика. Действие происходит через 11 лет после событий первой книги.
- Dragon Age: Asunder

Dragon Age: Asunder — третья книга по вселенной Dragon Age. Выпущена 20 декабря 2011 года. События книги происходят в промежутке между Dragon Age II и Dragon Age: Inquisition. В центре сюжета находятся чародейка Винн и её сын Рис, которые пытаются предотвратить нарастающий конфликт между магами и храмовниками.
- Dragon Age: The Masked Empire

Dragon Age: The Masked Empire — четвёртая книга по вселенной Dragon Age. Выпущена 8 апреля 2014 года. События книги происходят параллельно с Dragon Age: Asunder. Книга повествует о нарастающей гражданской войне в государстве Орлей.
- Dragon Age: Last Flight

Dragon Age: Last Flight — пятая и на данный момент последняя книга по вселенной Dragon Age. Выпущена 12 августа 2014 года. Сюжет книги сосредоточен вокруг Ордена Серых Стражей. Часть событий происходит незадолго после Dragon Age: Asunder и Dragon Age: The Masked Empire, а другая часть — задолго до Века Дракона во времена Четвёртого Мора.

### Полнометражный мультфильм
Dragon Age: Dawn of the Seeker — аниме-мультфильм, выпущенный при содействии BioWare, EA и аниме-компании Funimation Entertainment. Релиз в Японии состоялся 11 февраля 2012 года. Мультфильм повествует о похождении Искательницы Истины Кассандры Пентагаст.

### Веб-сериал
Dragon Age: Redemption — это веб-сериал, созданный BioWare при участии американской актрисы Фелиции Дэй. Она также исполнила главную роль эльфийки по имени Таллис, а затем участвовала в озвучивании этого персонажа, который появился в DLC для Dragon Age II. Сериал был запущен в показ 11 октября 2011 года и состоял из шести 10-минутных серий.

### Мультипликационный сериал
Dragon Age: Искупление/Dragon Age: Absolution — сериал создан по вселенной компьютерной игры Dragon Age. Режиссёр, сценарист и продюсер: Мэйргрид Скотт. Страна производства: США. Мировая премьера состоялась 9 декабря 2022 года.

### Комиксы
- Dragon Age: Origins (комикс) — первый мини-комикс, выпущенный Penny Arcade в 2010 году. Его сюжет повествовал о группе храмовников, которые выслеживали ведьму Диких Земель Флемет.
- Dragon Age (комикс) — серия комиксов из 6 выпусков, рассказывающая о жизни отступницы Глим, дочери мага Ферелденского Круга и храмовника. Комикс выходил в период с 2009 по 2010 год.
- Dragon Age: Origins — Awakening (комикс) — мини-комикс, выпущенный в 2010 году. Комикс рассказывает о событиях, произошедших с Натаниэлем Хоу незадолго до встречи со Стражем-Командором.
- Dragon Age: The Revelation — мини-комикс, написанный Дэвидом Гейдером и выпущенный 22 февраля 2012 года. Комикс рассказывает о событиях, произошедших за кадром в замке Редклифа незадолго до битвы Серых Стражей с Архидемоном. Комикс имеет собственный канон, согласно которому протагонист является женщиной и имеет роман с персонажем по имени Алистер.
- Dragon Age: The Silent Grove — первый комикс, повествующий о приключениях Короля Алистера, капитана пиратского корабля Изабеллы и гнома-наземника Варрика. События комикса происходят после игры Dragon Age II и следуют канону разработчиков, в котором Алистер жив и становится королём Ферелдена. Комикс начал выходить 22 февраля 2012 года и состоял из 6 выпусков.
- Dragon Age: Those Who Speak — продолжение комикса Dragon Age: The Silent Grove. Комикс начал выходить 22 августа 2012 года и состоял из 3 выпусков.
- Dragon Age: Until We Sleep — продолжение комикса Dragon Age: Those Who Speak. Комикс начал выходить 27 марта 2013 года и состоял из 3 выпусков.
- Dragon Age: Magekiller — серия из пяти выпусков. Главные герои — Тесса Форсиция и Марий, профессиональные охотники на магов. Сюжет комикса переплетается с сюжетом игры Dragon Age: Inquisition.
- Dragon Age: Knight Errant